# Igo Sym

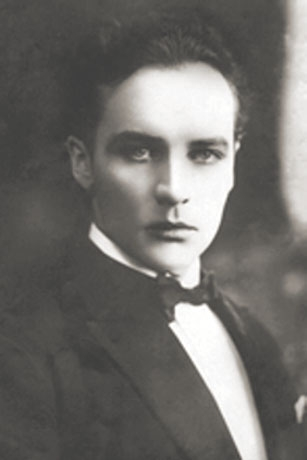
Igo Sym

Igo Sym, gebürtig Julian Karol Sym, (* 3. Juli 1896 in Innsbruck; † 7. März 1941 in Warschau) war ein österreichisch-polnischer Schauspieler. Während der deutschen Besetzung Polens war er ein Kollaborateur und wurde deshalb vom  Untergrund getötet.

## Leben
Als jüngster von drei Söhnen des polnischen Försters Antoni Sym und dessen österreichischer Frau Julia Seppich besuchte er Schulen in Innsbruck, Lemberg und Wien. Während des Ersten Weltkrieges leistete er im österreichischen Heer seinen Wehrdienst ab. Nach der Wiedererlangung der Unabhängigkeit Polens war Sym zudem 1918 bis 1921 Offizier in der Infanterie der polnischen Armee, die er als Oberleutnant der Reserve verließ.
Bereits am 20. Juni 1920 hatte Sym in Warschau die Tochter des polnischen Malers Julian Fałat, Helena, geheiratet und mit ihr einen Sohn bekommen. Die Ehe hielt nur bis 1923. Der gemeinsame Sohn, Julian Piotr Sym, starb 1929 im Alter von sieben Jahren an einer Hirnhautentzündung.
1921 bis 1925 arbeitete Sym als Angestellter und Prokurist bei der Polnischen Wirtschaftsbank in Warschau. Nach dem Schauspielstudium an der privaten Akademie des polnischen Filmschaffenden Wiktor Biegański spielte er 1925 erstmals in einer Kinoproduktion  mit. In der Folge erhielt er einen Vertrag beim Sascha-Filmstudio in Wien. Sym verkörperte in zahlreichen Stummfilmen vor allem elegante Kavaliere und Offiziere. Am 29. Januar 1928 wurde er zum Vorsitzenden des Filmkünstlerverbandes des Sascha-Filmstudios gewählt.
Als Sym 1927 in Wien gemeinsam mit Marlene Dietrich den Film Café Elektric drehte, brachte er ihr das Spielen der Singenden Säge bei. Ab 1927 arbeitete er auch für deutsche Kinoproduktionen, unter anderem an der Seite von Marlene Dietrich und Lilian Harvey. 1931 trat er in Wien in der Operette Majestät läßt bitten erstmals auf der Theaterbühne auf und wurde in den dreißiger Jahren immer mehr zum Theaterschauspieler, der vor allem in Warschau als Revue- und Operettenstar populär war. Dabei glänzte er mit akrobatischen Einlagen und seinen musikalischen Fähigkeiten an der Singenden Säge.
Beim deutschen Überfall auf Polen hielt sich Sym in Warschau auf und half im Zuge der dortigen Kämpfe als Mitglied der freiwilligen Feuerwehr bei der Errichtung von Barrikaden mit. Nach der Kapitulation der polnischen Regierung fungierte er schließlich für die deutschen Besatzer zunächst als Dolmetscher und kollaborierte spätestens ab 1940 mit ihnen.
Sym, der sich vor allem als Volksdeutscher sah, erhielt als Gegenleistung die Direktion über das von den Nationalsozialisten errichtete deutschsprachige Theater in Warschau. Außerdem beteiligte er sich am antipolnischen NS-Propagandafilm Heimkehr. Der Polnische Untergrundstaat sah in Sym daher einen Verräter, zumal dessen Zusammenarbeit mit der Gestapo nachgewiesen werden konnte. Ein Untergrundgericht verurteilte ihn zum Tode, worauf ihn ein Exekutionskommando in seiner Wohnung erschoss. Dieser Tat folgten als Vergeltungsmaßnahme zahlreiche Morde und Deportationen an der polnischen Bevölkerung durch die Wehrmacht (siehe auch AB-Aktion).

## Filmografie
- 1925: Die Vampire von Warschau (Wampiry Warszawy)
- 1926: O czym się nie myśli
- 1926: Die Pratermizzi
- 1927: Die Geliebte des Szamota (Kochanka Szamoty)
- 1927: Die Beichte des Feldkuraten
- 1927: Tingel-Tangel
- 1927: Café Elektric
- 1928: Kaiserjäger
- 1928: Die Lamplgasse
- 1928: Dorine und der Zufall
- 1928: Modellhaus Crevette
- 1928: Spelunke
- 1928: Liebe im Mai
- 1928: Herzog Hansl (Erzherzog Johann)
- 1928: Der Scheidungsanwalt (Die Frau von gestern und morgen)
- 1929: Was kostet Liebe?
- 1929: Die Dame auf der Banknote
- 1929: Der Dieb im Schlafcoupé
- 1929: Adieu, Mascotte
- 1929: Meine Schwester und ich
- 1929: Das Recht auf Liebe
- 1929: Die Herrin und ihr Knecht
- 1929: Stud. chem. Helene Willfüer
- 1929: Das Erlebnis einer Nacht
- 1929: Wenn Du einmal Dein Herz verschenkst
- 1930: Wien, du Stadt der Lieder
- 1930: Das Wolgamädchen
- 1930: Gigolo
- 1930: Nur am Rhein…
- 1930: Kasernenzauber
- 1930: Das alte Lied
- 1931: Moritz macht sein Glück
- 1931: Das Lied der Nationen
- 1931: Ich heirate meinen Mann
- 1931: Ein Auto und kein Geld
- 1932: Palast auf Rädern (Pałac na kołach)
- 1933: Der Spion (Szpieg w masce)
- 1934: Das Erwachen (Przebudzenie)
- 1937: Serenade
- 1937: Abenteuer in Warschau (Dyplomatyczna żona)
- 1939: Żona i nie żona
- 1939: Złota maska